# Dejte (település)
Dejte (szlovákul Dechtice, németül Dechtitz) község Szlovákiában, a Nagyszombati kerületben, a Nagyszombati járásban.

## Fekvése
Nagyszombattól 20 km-re északra található.

## Története
1258-ban villa Degce néven említik először, Jókő várának uradalmához tartozott.
A trianoni békeszerződésig Pozsony vármegye Nagyszombati járásának része.

## Népessége
| Év:            | 1994. | 2004.   | 2014.   | 2024.   |
| -------------- | ----- | ------- | ------- | ------- |
| Emberek száma: | 1760  | 1796    | 1868    | 1721    |
| Eltérés:       |       | +2,04 % | +4,00 % | -7,86 % |

| Év:            | 2023. | 2024.   |
| -------------- | ----- | ------- |
| Emberek száma: | 1748  | 1721    |
| Eltérés:       |       | -1,54 % |

1880-ban 803 lakosából 733 szlovák és 2 magyar anyanyelvű volt. Nyitradejtén 222 szlovák anyanyelvű élt.
1890-ben 1117 lakosából 1056 szlovák és 6 magyar anyanyelvű volt.
1900-ban 1251 lakosából 1191 szlovák és 9 magyar anyanyelvű volt.
1910-ben 1214 lakosából 1159 szlovák és 16 magyar anyanyelvű volt.
1921-ben 1232 lakosából 1221 csehszlovák és 2 magyar volt.
1930-ban 1421 lakosából 1396 csehszlovák és 6 magyar volt.
1991-ben 1717 lakosából 1707 szlovák és 1 magyar volt.
2001-ben 1771 lakosából 1753 szlovák és 1 magyar volt.
2011-ben 1865 lakosából 1798 szlovák és 3 magyar.

## Neves személyek
- Itt született 1803-ban Martin Branislav Tamaškovič szlovák nemzetébresztő, a Matica slovenská egyik alapítója.
- Itt született 1928-ban Jozef Šimončič történész, levéltáros.

## Nevezetességei

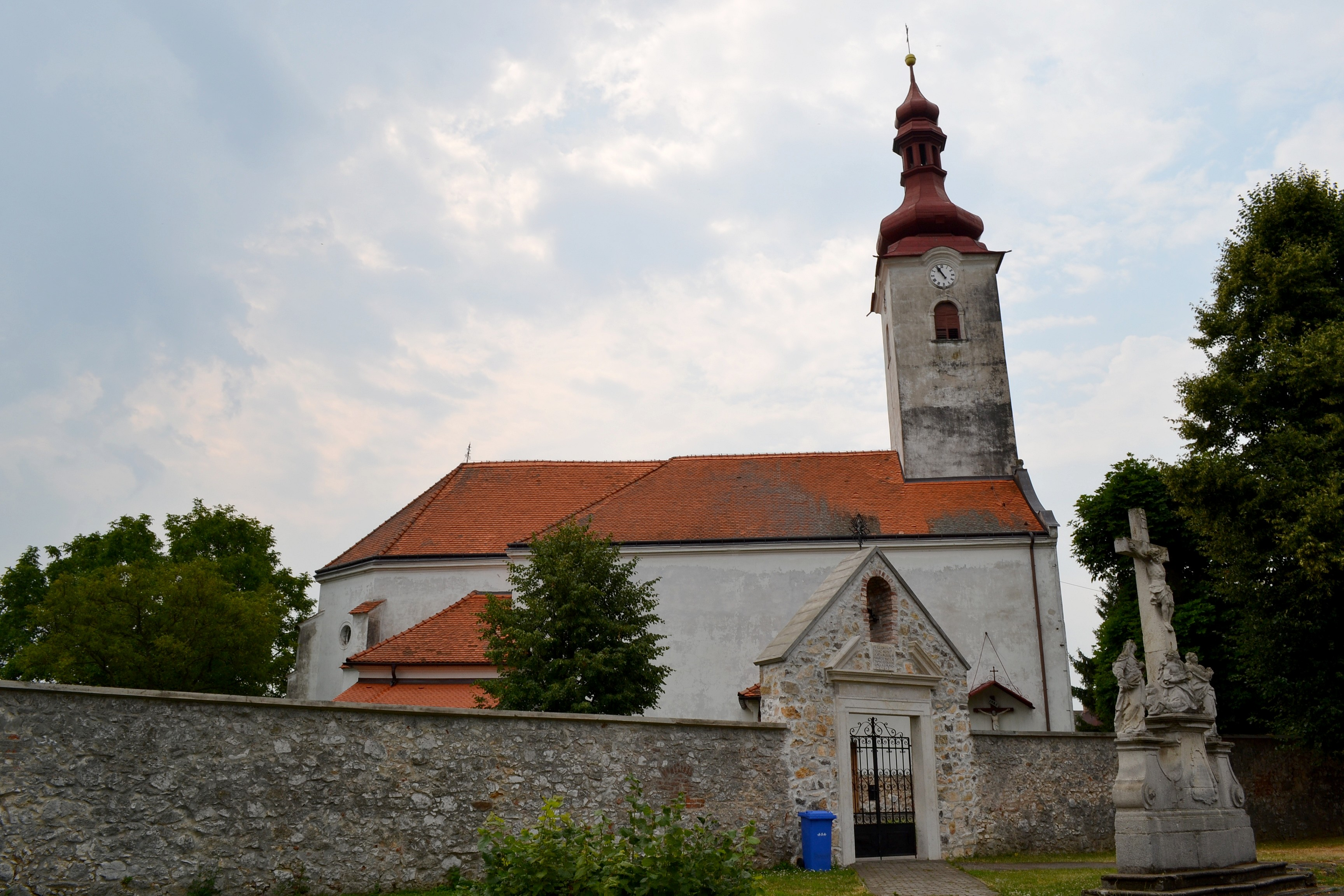
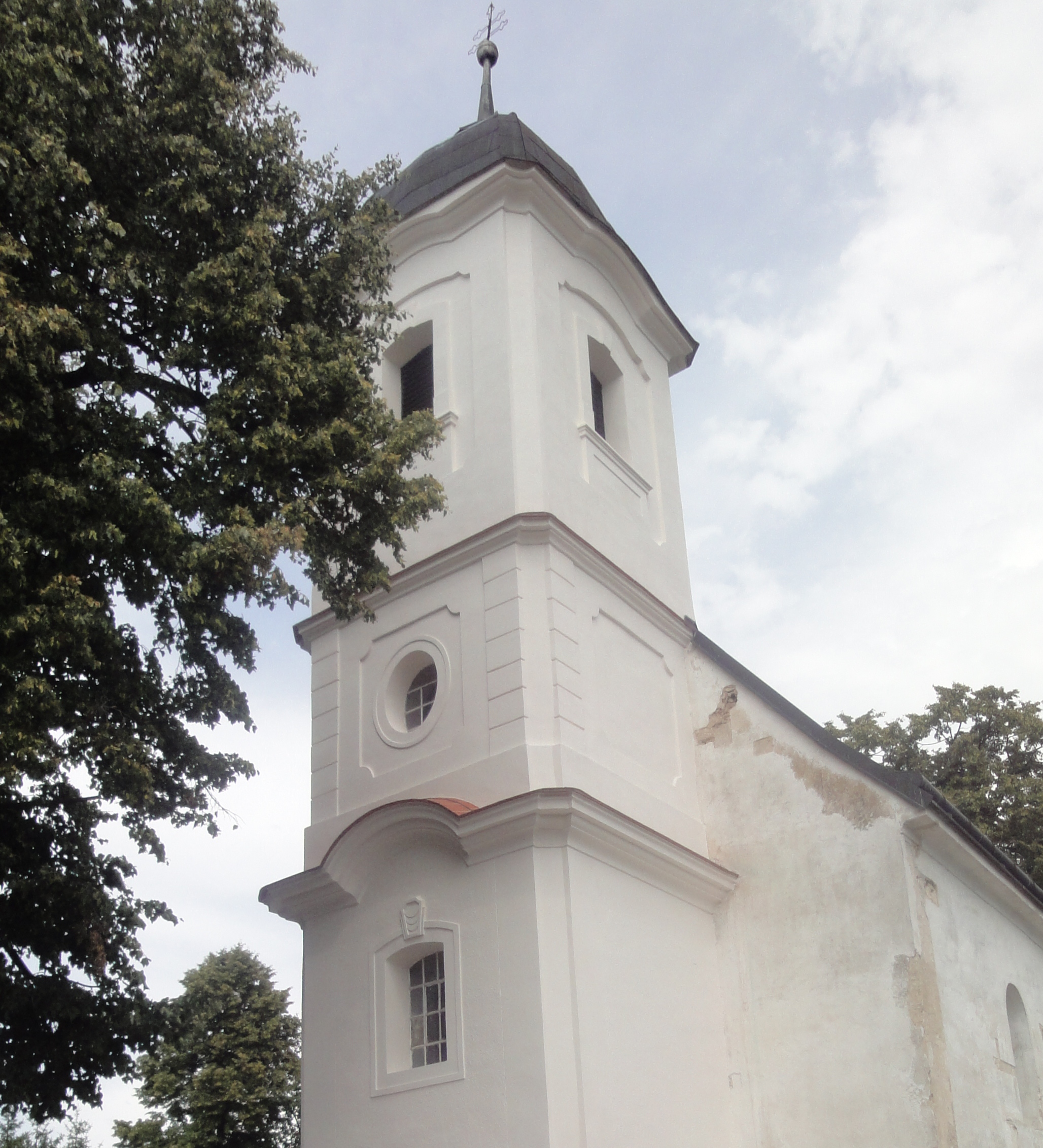
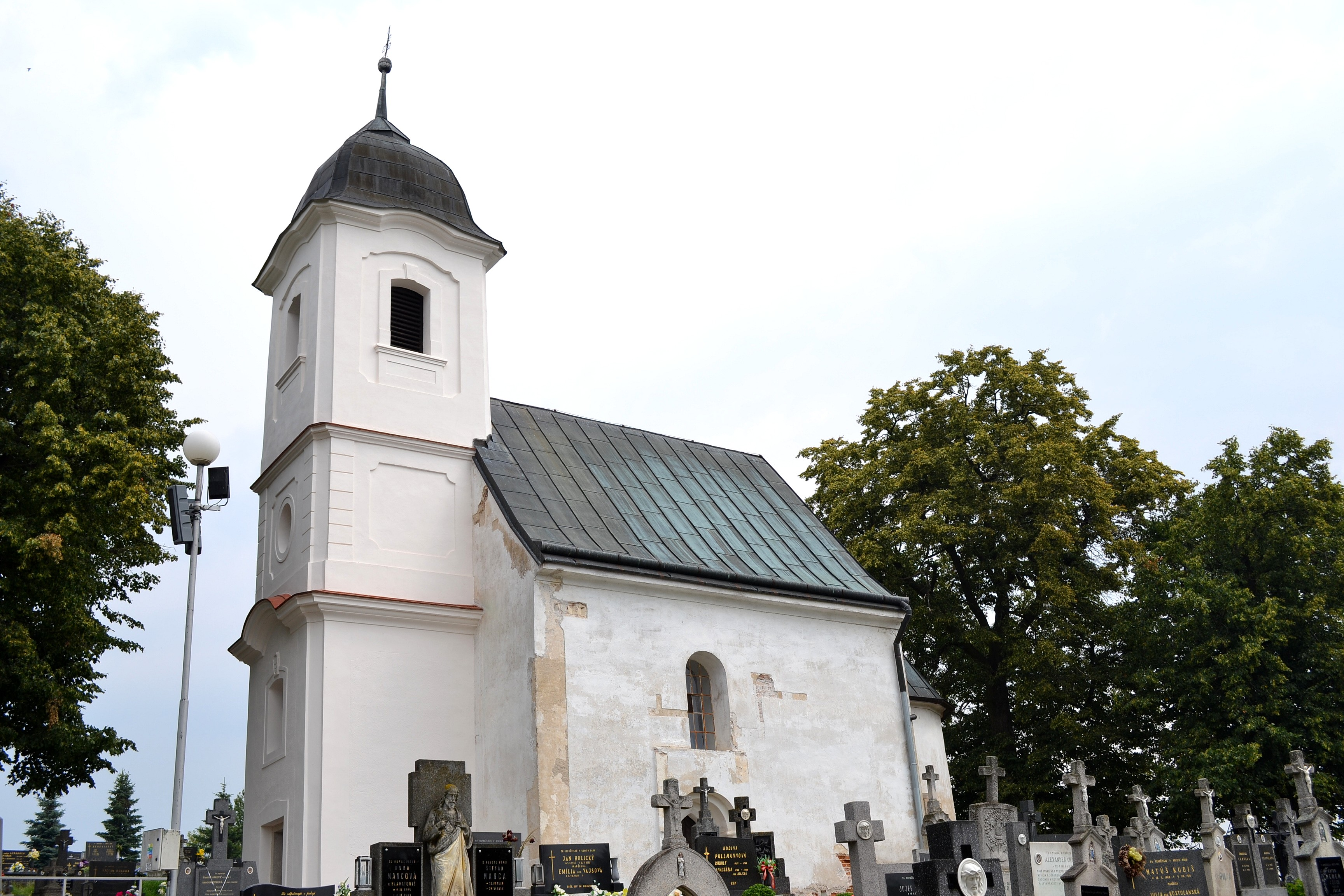
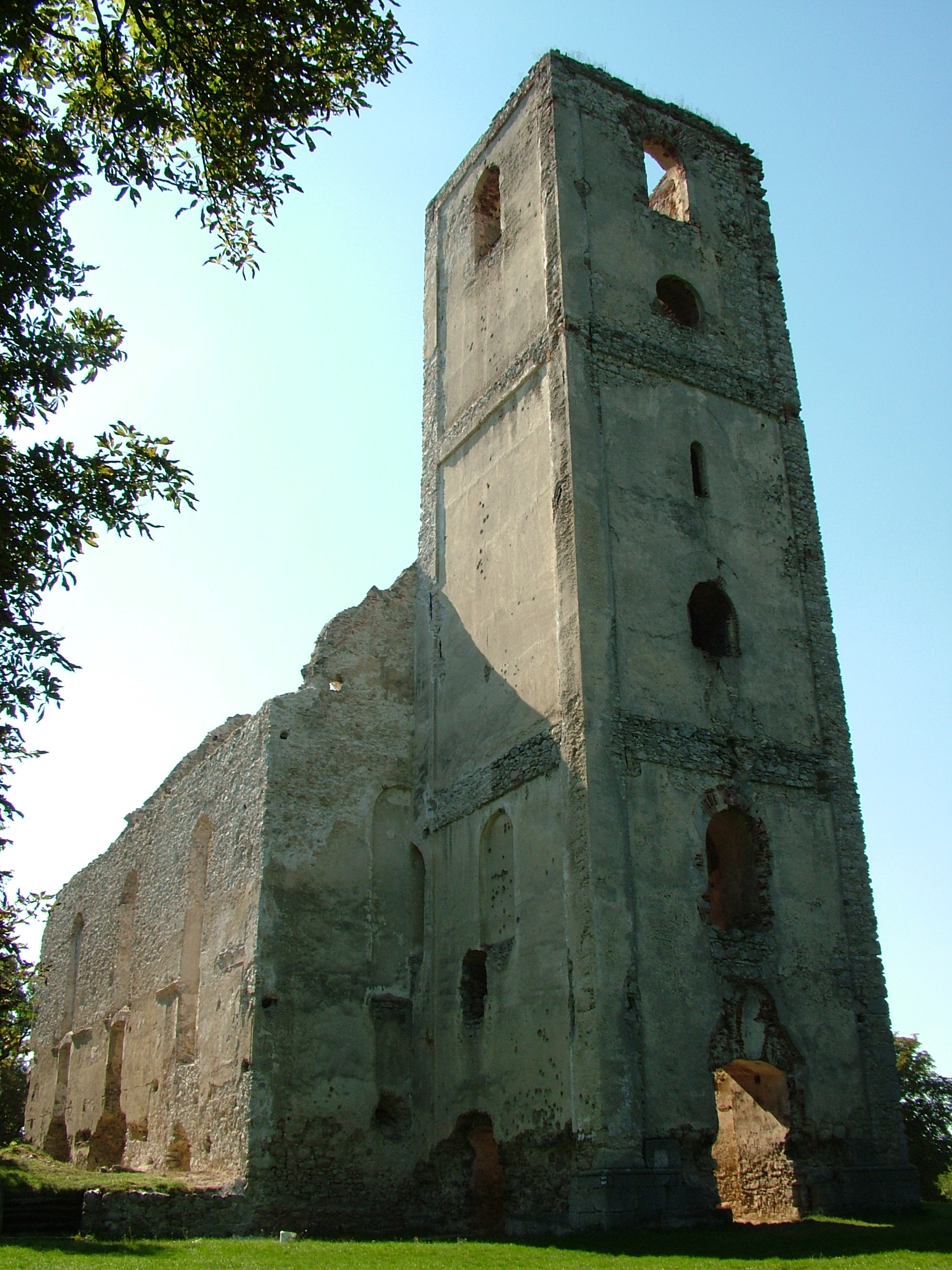
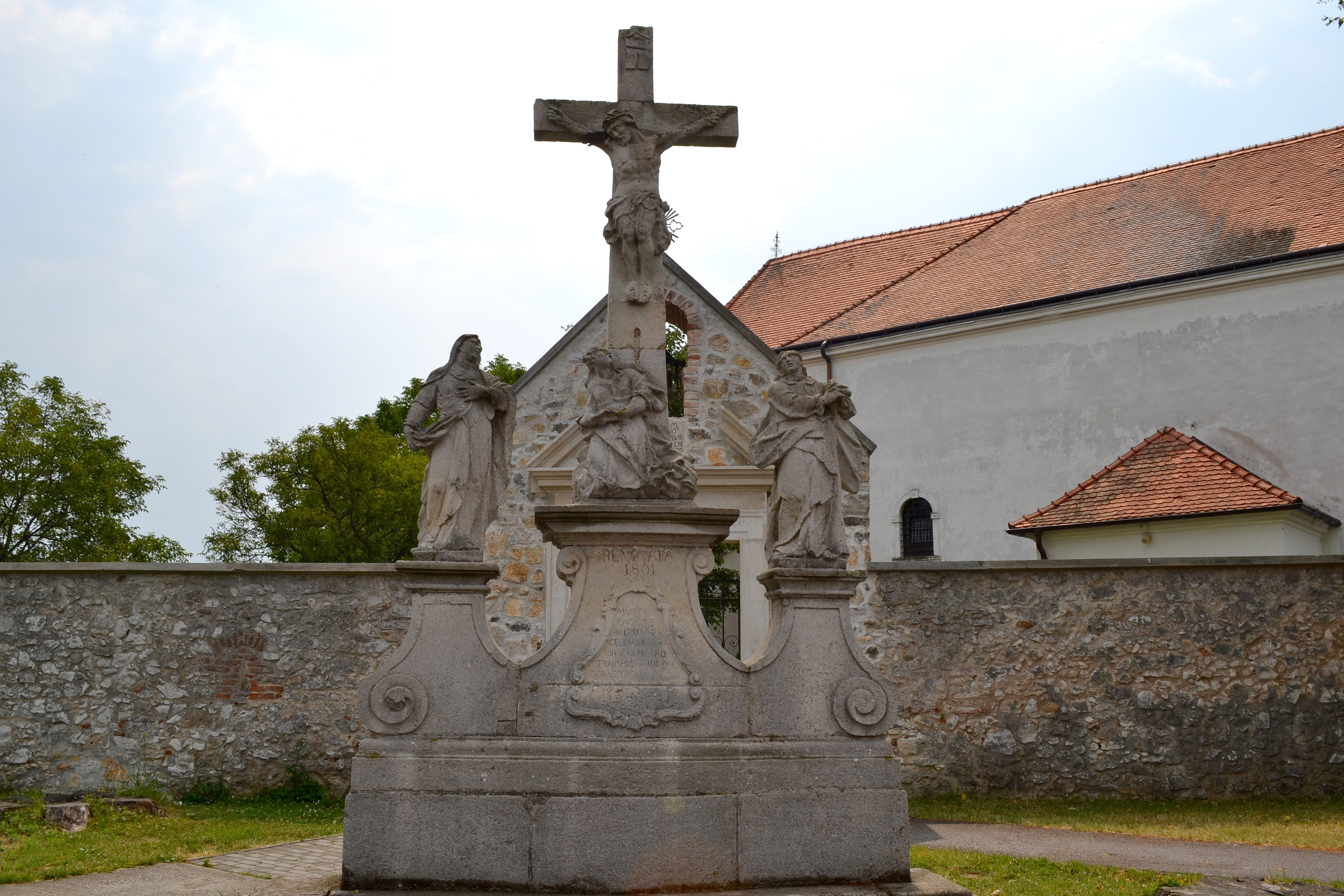
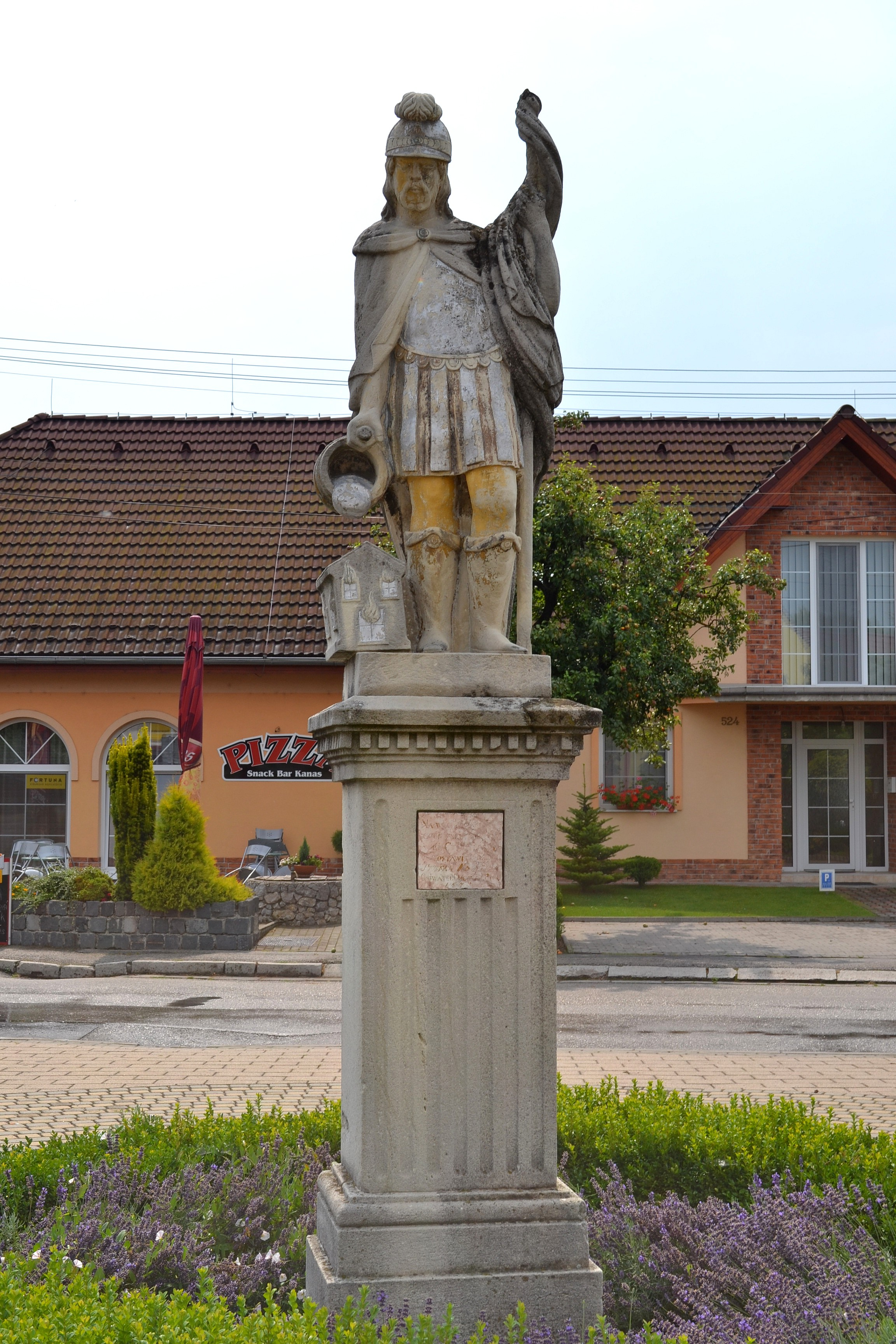

- A község kiemelkedő építészettörténeti nevezetessége a római katolikus templom. Ősi egyházát az Árpád korban építhették, mert rotunda alakja van, de négyzetes épülettestbe foglalva. Ilyen épülettípust találunk Hidegség és Zánka templomának szentélyénél. Itt is a négyzetes templomtest mellé épült a templom. Ez a templom- és szentélytípus keleti eredetű, mert Pontusz, Kisázsia, Egyiptom ősi templomai, szíriai és kopt keresztény templomok, majd Bizánc művészete őrizte meg ezt a típust, ami nyugaton is elterjedt (Fulda, Szent Mihály templom).
- Római katolikus plébánia temploma a 14. században épült, 1612-ben barokk stílusban építették át.
- Másik temploma 1172-ben épült, 1741-ben és 1932-ben renoválták.
- Határában, a Kis-Kárpátokban állnak a Szent Katalin ferences kolostor romjai. A kolostort 1618-ban gróf Erdődy Kristóf építtette.
- A Kármelhegyi Boldogasszony kápolna 1736-ban épült. Helyén egykor kétezer-ötszáz éves hallstattkori vár állott.
- A jókői határban áll az Erdődyek 18. századi kastélya, az Erdőház.